# Orijentalna kratkonokta vidra
Orijentalna kratkonokta vidra, Aonyx cinereus; sinonim: Aonyx cinerea također poznata pod imenom azijska kratkonokta vidra najmanja je vidra na svijetu.
Orijentalnu kratkonoktu vidru moguće je pronaći u močvarama mangrova i svježim močvarnim područjima Bangladeša, južne Indije, Kine, Tajvana, Indokine, zapadne Malezije, Indonezije i Filipina.
Odrasle jedinke ove vrste vidre mogu narasti u duljinu otprilike 0.9 metara od nosa do vrha repa, i težiti otprilike 5 kilograma. Hrane se ribama, žabama, rakovicama, slatkovodnim rakovima i školjkašima.
Ova vrsta vidre upečatljiva je po svojim prepoznatljivim šapama; njihova kandže ne pružaju se preko mesnatih jastučića njihovim prstiju. Ovakvi atributi daju ima učinkovitost nalik ljudima pri hvatanju i koordinaciji do točke korištenja svojih šapa pri hranjenju rakovicama, glavonošcima i ostalim manjim vodenim životinjama.
Orijentalna kratkonokta vidra živi u proširenim obiteljskim zajednicama sa samo jednim alfa parom koji se pari, dok prethodni odrasli mladunci pomažu u podizanju nove mladunčadi.
Vrsta se prethodno smatrala jedinim članom roda Amblonyx, no nakon nedavne mitohondrijske DNK analize (Koepfli i Wayne, 1998.) dokazana je kao član roda Aonyx. Također postoje rasprave o imenu vrste; cinereus i cinerea. Trenutačno IUCN ime glasi Aonyx cinereus, dok "Vrste sisavaca u svijetu" navode ju kao Aonyx cinerea.

## Drugi projekti
|  | Zajednički poslužitelj ima stranicu o temi Orijentalna kratkonokta vidra    |
|  | Zajednički poslužitelj ima još gradiva o temi Orijentalna kratkonokta vidra |
|  | Wikivrste imaju podatke o taksonu Aonyx                                     |